# Charlton Bullseye
Charlton Bullseye fu il titolo di una serie a fumetti di breve durata pubblicata dalla Charlton Comics, dal giugno 1981 al dicembre 1982. Numerose storie videro protagonisti i personaggi della Charlton, i cosiddetti "Action Heroes", prima che fossero venduti alla DC Comics. Dopo la cancellazione di questo fumetto, era previsto che le storie su di esso pubblicate venissero inserite in Scary Tales n. da 36 a 40, il che spiega la storia super eroistica "Mr. Jigsaw" nel n. 38 e "Dragon Force" nel n. 40.

## Numeri
1. Blue Beetle e The Question con illustrazioni di Dan Reed.
2. "Funny Animal" storie con le prime comparse di Neil il Cavallo di Arn Saba.
3. Swords and Sorcery/Science Fiction
4. The Vanguards di Larry Houston. (super squadra di sole donne)
5. The Barbarian, Warhund con illustrazioni di Chas Truog ecolori di Wendy Fiore.
6. Michael Mauser storia di Rick Burchett.
7. Capitan Atomo con illustrazioni Dan Reed e Nightshade di Bill Black.
8. Storie Horror
9. "Bludd, the Ultimate Barbarian" una storia barbara fantascientifica. Parzialmente illustrato da Gene Day.
10. Thunder Bunny di Martin L. Greim. (prima comparsa)

## Tentativi di rinascita
Nel 1985, un tentativo finale di rinascita fu guidato dal nuovo editore T.C. Ford, con una nuova direzione di mercato volta solo alla versione di Charlton Bullseye Special che presentò i nuovi lavori dei nuovi arrivati Amanda Conner, T.C. Ford e Chris Pridgen.
La United Comics, casa editrice di T.C. Ford, volle ripubblicare questa edizione sotto il nome di Shockwave n. 1 nel 2008.